# Roger Hall
Roger Hall (Barcelona, 1979), és un pintor català.
Nascut a Barcelona de pare català i mare anglesa, va començar a pintar als 33 anys en un petit taller del seu poble Premià de Mar, on va fer la seva primera exposició. L'any següent l'artista premianenc reconegut mundialment Didier Lourenço el va convidar a pintar al seu estudi que van compartir més de 5 anys, essent el seu únic alumne i convertint-se en amics inseparables. És allà on va començar a entendre de manera precoç les tècniques i el funcionament del món de l'art.
Simultàniament, també va fer dos cursos d'hiperrealisme en el Museu Europeu d'Art Modern de Barcelona, va estar a l'estudi de Xavier Rodés i va començar a exposar a Barcelona, Girona, Blanes, Figueres, Nova York.
El 2021 participà en la fira d'art modern de Los Angeles. Avui dia, les seves obres comencen a estar a diferents parts del món. El seu estil de pintura és figuratiu, impressionista i una mica pop.